# Ol’ Graitje
Ol’ Graitje is de bijnaam van de stoomtram die in de eerste helft van de 20e eeuw door Oost-Groningen reed. 
De tramlijn Winschoten - Ter Apel van de NV Stoomtramweg Maatschappij Oostelijk Groningen werd in 1915 in gebruik genomen. Een aantal jaren later kwamen ook de zijlijn naar Bellingwolde en de tramlijn Winschoten - Delfzijl tot stand. De afkorting OG stond op de tram, maar vanwege de lage snelheid kreeg de tram de bijnaam Ol’ Graitje ("Ouwe Grietje"). De locomotieven en rijtuigen waren modern voor die tijd, maar de goedkoop aangelegde trambaan die deels aan de zijkant van de weg door de dorpen liep, maakte hoge snelheden onmogelijk. Uit veiligheidsoverwegingen reed de tram met een snelheid van 20 km/h. In 1921 werd de snelheid verhoogd naar 35 km/h. Begin jaren dertig kwam voor de tram een busdienst in de plaats.
Tijdens de oorlog was geen benzine of dieselolie meer te koop, maar wel steenkool. Daarom werd de tram weer tevoorschijn gehaald. Na de oorlog reden de bussen weer en vanuit kostenoverwegingen viel het doek voor het noodlijdende OG in 1948. De tram was, met uitzondering van 1943, nooit rendabel geweest, want de streek was dunbevolkt, de exploitatie door het ambtelijk gestructureerde bedrijf OG was duur, stoomtractie was al snel na de aanleg achterhaald en de bijnaam Ol’ Graitje was veelzeggend.
Omdat de stoomlocomotieven afhankelijk waren van water en ruim 60 km konden rijden op een waterreservoir van 1750 liter, stonden er watergebouwen op de tussenhaltes in Wollinghuizen, Blijham, Termunten en Oude Zijl, waar Ol’ Graitje onderweg leidingwater kon bijvullen. Ook dat noodzakelijke oponthoud droeg bij tot de traagheid van de tramrit door Oost-Groningen.